# Austin Roberts
Austin Roberts (Pretoria in Zuid-Afrika, 3 januari 1883 - Transkei, 5 mei 1948) was een Zuid-Afrikaanse ornitholoog en zoogdierkundige die vooral bekend werd door zijn in 1940 gepubliceerde Birds of South Africa. In 2005 verscheen de zevende druk van dit werk. Hij bestudeerde ook zoogdieren. In 1951 verscheen postuum The mammals of South Africa.
Tussen 1910 en 1946 werkte hij voor het Transvaal Museum waar hij de collectie uitbreidde met 43.000 specimens van vogels en zoogdieren. In 1935 kreeg hij een eredoctoraat van de Universiteit van Pretoria. Hij overleed bij een verkeersongeluk in 1948.

## Publicaties
- The Mammals of South Africa. Johannesburg 1951–54 (postuum)
- Our South African Birds (Ons Suid-Afrikaanse voëls). Cape Times, Cape Town 1941.
- The Birds of South Africa. H.F. & G.Witherby Ltd., London, 1940.[1]
- Museums, higher vertebrate zoology and their relationship to human affairs. Pretoria 1935.
- Descriptions of some new mammals [and] Some notes on birds and description of new sub-species 1919[2]